# Рудники Заозерної групи
Рудники Заозерної групи – сукупність підприємств з видобутку урану, які діяли на півночі Казахстану у складі Рудоуправління №3 Цілинного гірничо-хімічного комбінату (ЦГХК).
Починаючи з 1950-х років на півночі Казахстану виявили численні уранові родовища, зокрема, в 1955-му відкрили Заозерне та Тастикольське. Їх розробку організували через Рудоуправління №3, яке з плином часу отримало наступну структуру:
-   рудник №8, що провадив розробку Заозерного через шахту №8, яка стала до ладу в 1971 – 1973 роках;
-   рудник №9, призначений для розробки Тастикольського родовища. В 1970-му тут почався відкритий видобуток на кар’єрі №5, а пізніше узялись за спорудження шахти №9;
-   рудник №14, створений для роботи з родовищами Глибинне, Шатське (тут знаходився кар’єр №6, розкривні роботи в якому почались у 1983 році), Коксор (відомо, що тут існував стовбур розвідувальної шахти глибиною 60 метрів) та Агашське.
Продукція рудників відправлялась на гірничометалургійний завод Цілинного ГХК, при цьому окрім урану з руди також вилучали фосфорити, які використовували для продукування добрив.
В 1986-му шахту №9 законсервували. В подальшому на тлі краху планової економіки та припинення радянської ядерної програми весь комбінат потрапив у складне становище та припинив видобуток (зокрема, відомо, що видобуток на руднику №8 припинився у 1992-му). Всі рудники рудоуправління №3 були виведені з експлуатації та в подальшому пройшли через процедуру рекультивації.